# Марков, Валентин Васильевич
Валентин Васильевич Марков (21 января 1910 года — 1 июля 1992 года) — советский военачальник, генерал-лейтенант авиации. Участник советско-финляндской, Великой Отечественной и советско-японской войн.

## Биография
Окончил 1-ю советскую объединённую военную школу РККА имени ВЦИК и 2-ю военную школу летчиков Красного воздушного флота.

## Участие в советско-финской войне
Участвовал в советско-финской войне и «за образцовое выполнение боевых заданий командования на фронте борьбы с финской белогвардейщиной и проявленные при этом доблесть и мужество» капитан Марков был награждён орденом Ленина и медалью «За отвагу».

## Участие в Великой Отечественной войне
В войне участвовал с 22 июня 1941 года. В 1942 году назначен командиром 723-го ближне-бомбардировочного авиационного полка 223-й ближнебомбардировочной дивизии. В составе войск Юго-Западного, Брянского и Воронежского фронтов полк под его командованием совершил 309 боевых вылетов, уничтожил 93 танка, 236 автомашин и другую технику, в воздушных боях было сбил семь немецких истребителей.
26 мая 1942 года во время вылета бомбардировщик под командованием Маркова был подбит, раненый летчик сумел дотянуть до территории занятой советскими войсками и затем покинул горящий самолёт.
1 февраля 1943 года майор Марков назначен командиром 587-го бомбардировочного авиационного полка. В течение февраля-мая 1943 года полк под его командованием совершил 238 боевых самолётовылетов для поддержки войск Северо-Кавказского фронта. В мае 1943 года за успешные боевые действия на Донском и Северо-Кавказском фронтах полку присвоено собственное наименование — имени Героя Советского Союза Марины Расковой. 1 июня 1943 года подполковник Марков был награждён орденом Красного Знамени.
В сентябре 1943 года 587-й бомбардировочный авиационный полк под командованием подполковника Маркова был преобразован в 125-й гвардейский бомбардировочный авиационный полк имени Героя Советского Союза Марины Расковой. 7 ноября 1943 года «за умелое руководство боевой работой полка и выполнение 42 боевых вылетов» гвардии подполковник Марков был награждён орденом Суворова III степени.
В июле 1944 года за отличия в боях при форсировании реки Березины и при освобождении города Борисов 125-му гвардейскому бомбардировочному авиационному полку присвоено почетное наименование Борисовский, а его командир был награждён вторым орденом Красного Знамени.
В марте 1945 года подполковник Марков назначен заместителем по лётной части командира 326-й бомбардировочной авиационной Тарнопольской ордена Кутузова дивизии. За умелое руководство войсками дивизии во время Кёнигсбергской и Берлинской операций был награждён 10 мая 1945 года третьим орденом Красного Знамени.

## Участие в советско-японской войне
В мае-июне 1945 года подполковник Марков исполнял обязанности командира дивизии и руководил перебазированием полков дивизии на Дальний Восток, где она приняла участие в войне с Японией, во время которой подполковник Марков совершил три успешных боевых вылета и «за образцовое выполнение боевых заданий командования на фронте борьбы с японскими империалистами и проявленное при этом доблесть и мужество» был награждён 13 октября 1945 года орденом Отечественной войны I степени.
Всего за время боевых действий Марков совершил 75 успешных боевых вылетов «по разгрому и уничтожению живой силы и техники противника».

## Послевоенная служба
В 1948—1950 годах полковник Марков командовал 326-й бомбардировочной авиационной Тарнопольской ордена Кутузова дивизией  Дальней Авиации.

## Семья
Вторым браком женат на лётчице Герое Советского Союза майоре Г. И. Джунковской.

Могила В. В. Маркова и Г. И. Марковой на Кунцевском кладбище Москвы.

## Награды
- два ордена Ленина (21.03.1940, 15.11.1950);
- пять орденов Красного Знамени (01.07.1943, 10.06.1944, 10.05.1945, 30.04.1947, 30.12.1956, 07.11.1943);
- Орден Суворова III степени (07.11.1943);
- два одена Отечественной войны I степени (13.01.1945, 1985);
- Орден Красной Звезды (03.11.1944);
- медали, в том числе медали «За отвагу», «За оборону Кавказа», «За взятие Кенигсберга», «За взятие Берлина», «За победу над Германией в Великой Отечественной войне 1941—1945 гг.», Медаль «За победу над Японией».

## Сочинения
В небе фронтовом: Сборник воспоминаний и очерков / Составители: Казаринова М. А., Полянцева А. А. / Предисловие А. П. Маресьева. — М.: Молодая гвардия, 1962. — 296 с. — Тираж 115000 экз..